# Metrosideros subtomentosa
Metrosideros subtomentosa är en myrtenväxtart som beskrevs av Carse. Metrosideros subtomentosa ingår i släktet Metrosideros och familjen myrtenväxter. Inga underarter finns listade i Catalogue of Life.